# Asura perihaemia
Asura perihaemia là một loài bướm đêm thuộc phân họ Arctiinae, họ Erebidae.